# Йоланда Варгас Дулче
Йоланда Варгас Дулче де ла Пара (на испански: Yolanda Vargas Dulché de la Parra) е мексиканска писателка, сценаристка и карикатуристка.
Тя е сред най-известните в своята страна, наречена е Кралицата на карикатурите, с тази титла е известна и до днес. Създава над 60 истории, повечето от които се появяват на страниците на мексиканското романтично комикс списание Lágrimas, risas y amor, които на по-късен етап са адаптирани за кино и телевизия. Едно от най-известните ѝ произведения е Memín Pinguín.
Отличителна черта в произведенията ѝ е, че не присъства главен злодей в целия сюжет, а само в определени моменти, в зависимост от ситуацията, защото философията на Варгас Дулче е, че най-големият злодей е съдбата.

## Биография
Йоланда Варгас Дулче е родена в бедното семейство на Армандо Варгас де ла Маса и Хосефина Дулче в град Мексико; има една сестра, Елба. Нестабилният икономически статут на семейството означава, че то се премества често, което води до честата промяна на училище за момичетата. Това непрекъснато движение помага на Йоланда подробно да опознае мексиканското общество, което по-късно ще повлияе при създаването на литературните ѝ герои. Тези чести миграции отвеждат семейството в Съединените щати, където живее известно време, след което се връща обратно в родината си.
За да се справи с трудното положение, Варгас Дулче работи на няколко длъжности. Сътрудничи на Емилио Аскарага Видаурета (основател на компания Телевиса) в радиостанцията XEW-AM, където изпълнява песни на Агустин Лара, Педро Варгас и Тоня ла Негра, а по-късно формира дует със сестра си, наречен „Рубия и Морена“. Допълнителни доходи получава и от писателската си дейност.
Работейки като писател, се запознава с бъдещия си съпруг Гилермо де ла Пара, с когото имат 5 деца, включително актрисата Емое де ла Пара и Манелик де ла Пара. Варгас Дулче има 11 внуци, сред които са актьорът и певец Мане де ла Пара и диригентката Алондра де ла Пара.
Със съпруга си Йоланда постига успех като писател, карикатурист, сценарист на игрални филми и теленовели и продуцент. Със собствени средства тя създава в Дуранго домове, училища и т.н., които все още съществуват. Също така създава верига хотели в Мексико.
Йоланда Варгас Дулче умира на 8 август 1999 г., след като приключва кратката си автобиография, озаглавена Aroma del tiempo.

## Творчество
По време на писателската си кариера Варгас Дулче се изявява и като певица, журналистка, майка и бизнесдама, но най-известна е с комиксите, които създава, особено с Memín Pinguín, както и с писането и продуцирането на теленовели от 40-те до 90-те години. Започва кариерата си на писател като начин да допълва доходите от пеене, започвайки с вестника ESTO и Editorial Argumentos. По същото време започва да пише есета и разкази за списание El Pepín, къде създава първия тъмнокож персонаж през 40-те, доразвит в Memin Pinguin. Името произлиза от прякора на тогавашния ѝ приятел – Пинго. Също така пише за вестник Novedades de México, както и за Chamaco. След конфрикт с шефа си, Варгас Дулче напуска и решава да основе собствена компания, но не успява.
Въпреки провала, публикува над дузина печеливши комикси през 60-те години. Нейният успех насърчава съпруга ѝ да пише, създавайки комикса Rarotonga, който също жъне голям успех. Двамата стават тандем и основават издателство Grupo Editorial Vid, в днешно време ръководено от Мане де ла Пара, а малко след това Варгас Дулче започва да създава сценарии за теленовели, базирани върху основните ѝ произведения – Cinco rostros de mujer, María Isabel, Yesenía, Rubí Ladronzuela и Gabriel y Gabriela.
Стилът ѝ на писане на комикси се смята за уникален и е бил популярен в Мексико повече от 40 години. В разгара на популярността си, тя е най-четената жена в Мексико, след Корин Теядо. Комикс книгите на Варгас Дулче се продават в над 25 млн. екземпляра за месец. Тя има над 60 произведения, публикувани в Мексико, както и в Индонезия, Китай, Япония, Италия, Колумбия, Съединените щати и Филипините.
Йоланда Варгас Дулче е смятана за пионер в популярната литература в Мексико, наречена е Кралицата на комиксите. Чрез произведенията си получава различни признания, включително тази на първата Национална конфедерация по култура на Мексико. През 2006 г. е публикувана книгата La reina de la historietas de México от мексиканския оператор Давид Рамон, издадена от Дружеството на писателите на Мексико. През 2012 г. Музеят на модерното изкуство на Мексико в сътрудничество с Editorial Vid и Телевиса отдават почит на писателката с изложба на нейните творби.

### Произведения

#### Оригинални истории
По-известни истории:
- Руби
- Memín Pinguín
- María Isabel
- El Amor de María Isabel
- Encrucijada
- Vagabundo
- Noche
- Yesenia
- Carne de Ébano
- El pecado de Oyuki
- Gabriel y Gabriela
- Geisha: Amor en oriente
- Ladronzuela
- Casandra
- ¿Quién?
- Umbral
- Yama
- El hijo de Yama
- Entre rejas
- Tengo que partir
- El atardecer de Ana Luisa
- La Solterona (за театър)
- Celos (за театър)
- Cinco Rostros de Mujer
- Rarotonga

#### Адаптации на историите ѝ, написани от нея

##### Теленовели
- Мария Исабел (1997) литературна редакция от Рикардо Фиайега
- Алондра (1995) литературна редакция от Марта Карийо и Роберто Ернандес Васкес
- Грехът на Оюки (1988)
- Габриел и Габриела (1982)
- Ladronzuela (1978)
- ¿Quién? (1973)
- El vagabundo (1971)
- Encrucijada (1970)
- Rubí (1968)
- María Isabel (1966)

##### Кино
- Rarotonga (1978)
- Yesenia (1971)
- Rubí (1969)
- El amor de María Isabel (1969)
- María Isabel (1968)
- Zonga, el ángel diabólico (1958)
- Ladronzuela (1949)
- Zorina (1949)
- Cinco rostros de mujer, печели награда за най-добър филм на церемонията на награди Ариел през 1947 г.

#### Адаптации на историите ѝ, написани от други
- Руби (2020) адаптация от Леонардо Падрон
- Руби (2004) адаптация от Химена Суарес и Вирхиния Кинтана, литературна редакция от Аида Гуахардо и Жанели Лий
- Мария Исабел (1997) адаптация от Рене Муньос, последни епизоди от Лиляна Абуд и Кармен Даниелс, литературна редакция от Рикардо Фиайега
- Yesenia (1987) адаптация от Луис Рейес де ла Маса
- Yesenia (1970) адаптация от Гиермо де ла Пара

## Награди и номинации
Награди TVyNovelas
| Година | Категория                       | Теленовела | Резултат |
| ------ | ------------------------------- | ---------- | -------- |
| 1996   | Най-добра история или адаптация | Алондра    | Печели   |